# Steinach (Gleiritsch)

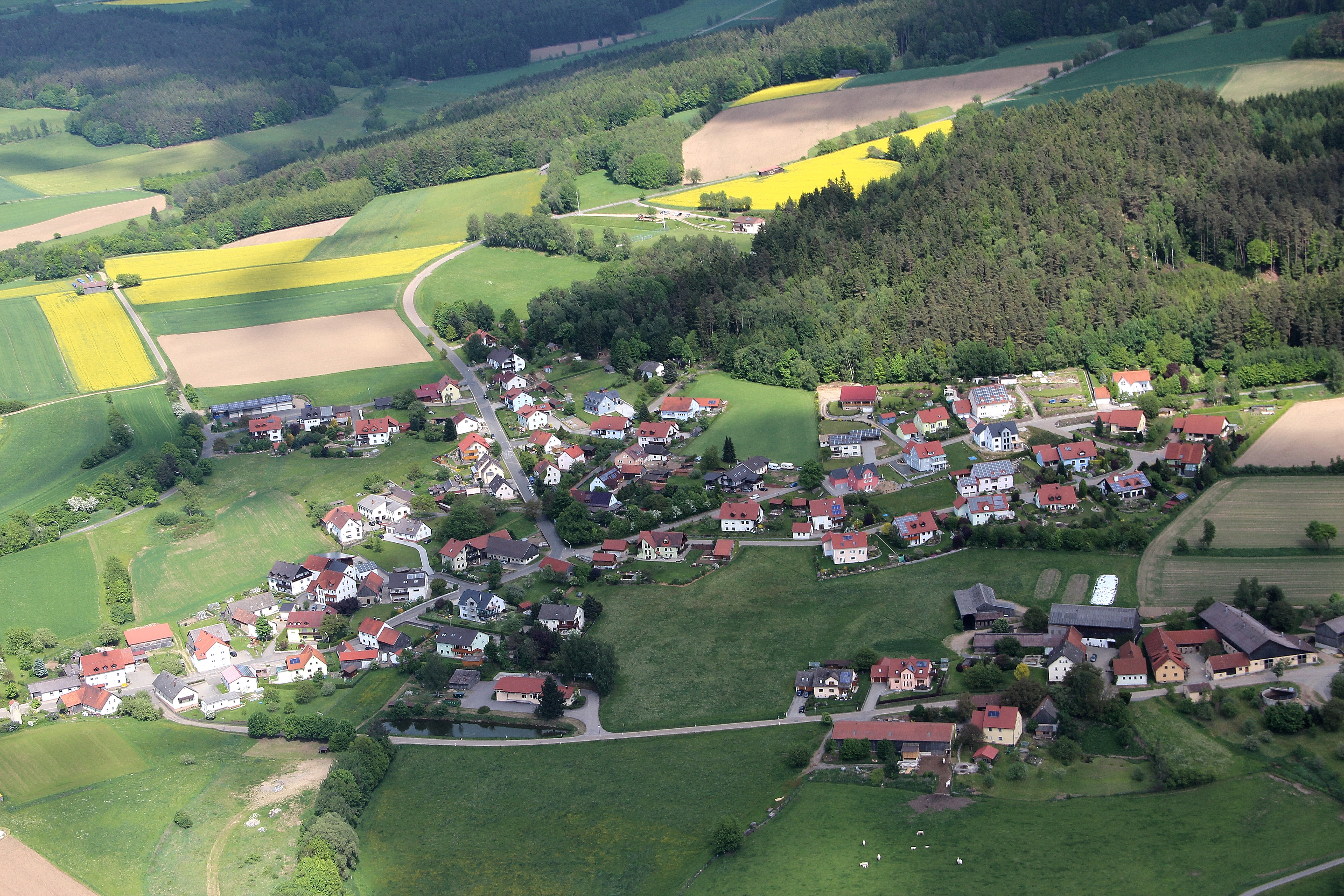
Gleiritsch: Schlehenweg, Plassenbergerstraße und Steinach, rechts im Bild (2012)

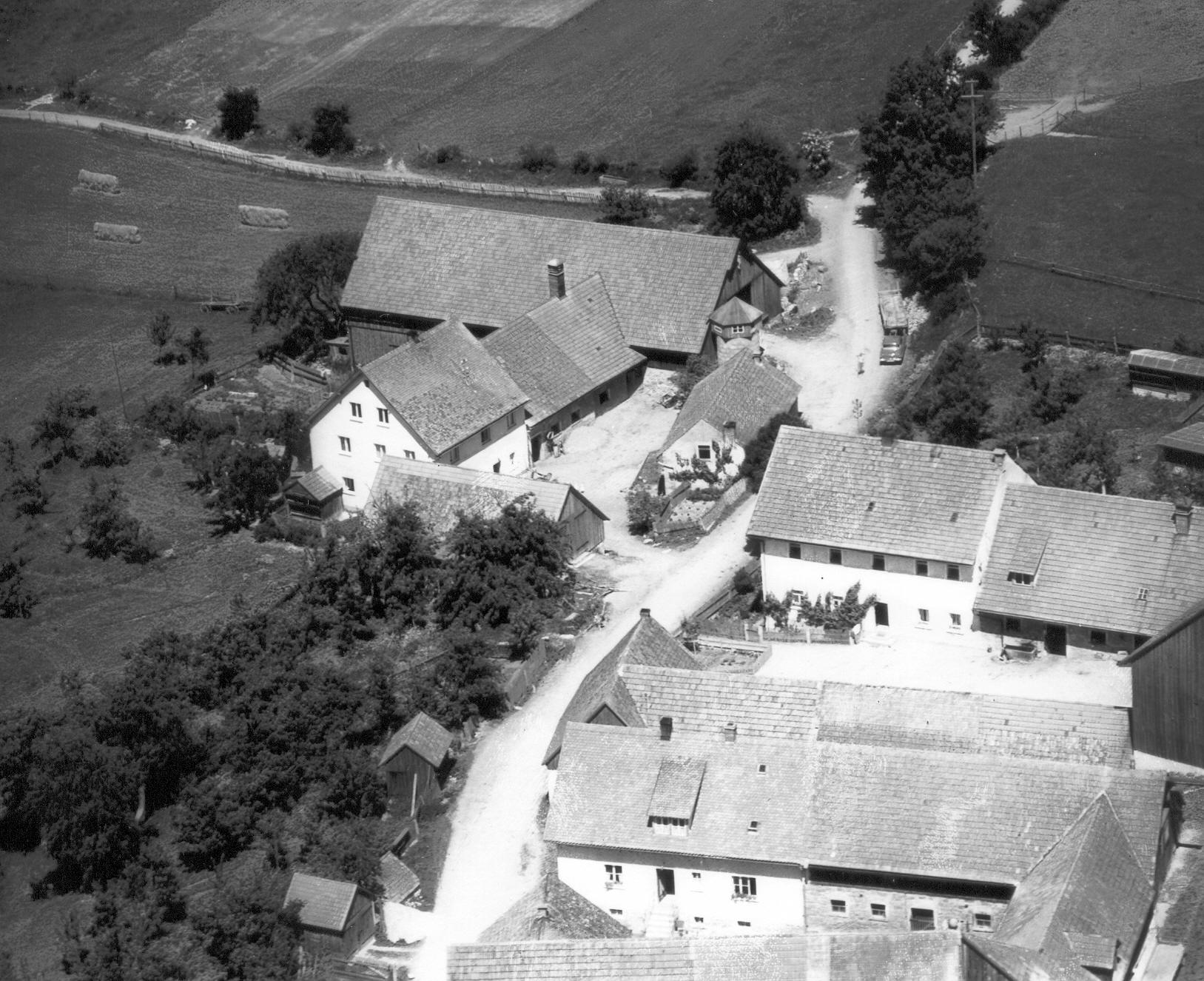
Steinach (1960)

Steinach ist ein Ortsteil der Gemeinde Gleiritsch.

## Geographie
Steinach liegt in der Region Oberpfalz-Nord im nordöstlichen Teil des Landkreises Schwandorf. Der Weiler liegt an der Kreisstraße von Gleiritsch nach Trichenricht und grenzt direkt an den Ort Gleiritsch. Der Weiler besteht aus drei Bauernhöfen und zwei Wohnanwesen.

## Geschichte: Das Gut Steinach
Der südlich von Gleiritsch gelegene Weiler Steinach gehörte früher als eigenes Gut zum Landsassengut Ödmiesbach im Pflegamt Tännesberg. Am 16. November 1604 wurde das Gut „Mispach“, das bis zu diesem Zeitpunkt zur Hofmark Fuchsberg gehört hatte, ein eigenes Landsassengut. Jobst Sigmund von Sazenhofen erhielt als erster die Landsassenfreiheit. In späteren Jahren erfolgte der Zukauf von Steinach, das nur einen „kleinen Puchssen schuß weit von Gleiritsch“ entfernt liegt.
Aus den Händen der Familie von Sazenhofen wechselte der Besitz Ödmiesbach und Steinach kurz nach 1700 an den königlich-dänischen Oberstleutnant Friedrich Ulrich von Donop über. Dieser wiederum veräußerte Steinach an den kaiserlichen Kriegskommissar Anton von Gundel. Bei seiner Einführung in das Gut waren alle Untertanen der Hofmark erschienen. Die vier Grundholden aus Steinach waren: „Hanns Eckhl der Jüngere, Peter Paur, Hanns Georg Forster, Hanns Eckhl der Eltere“.

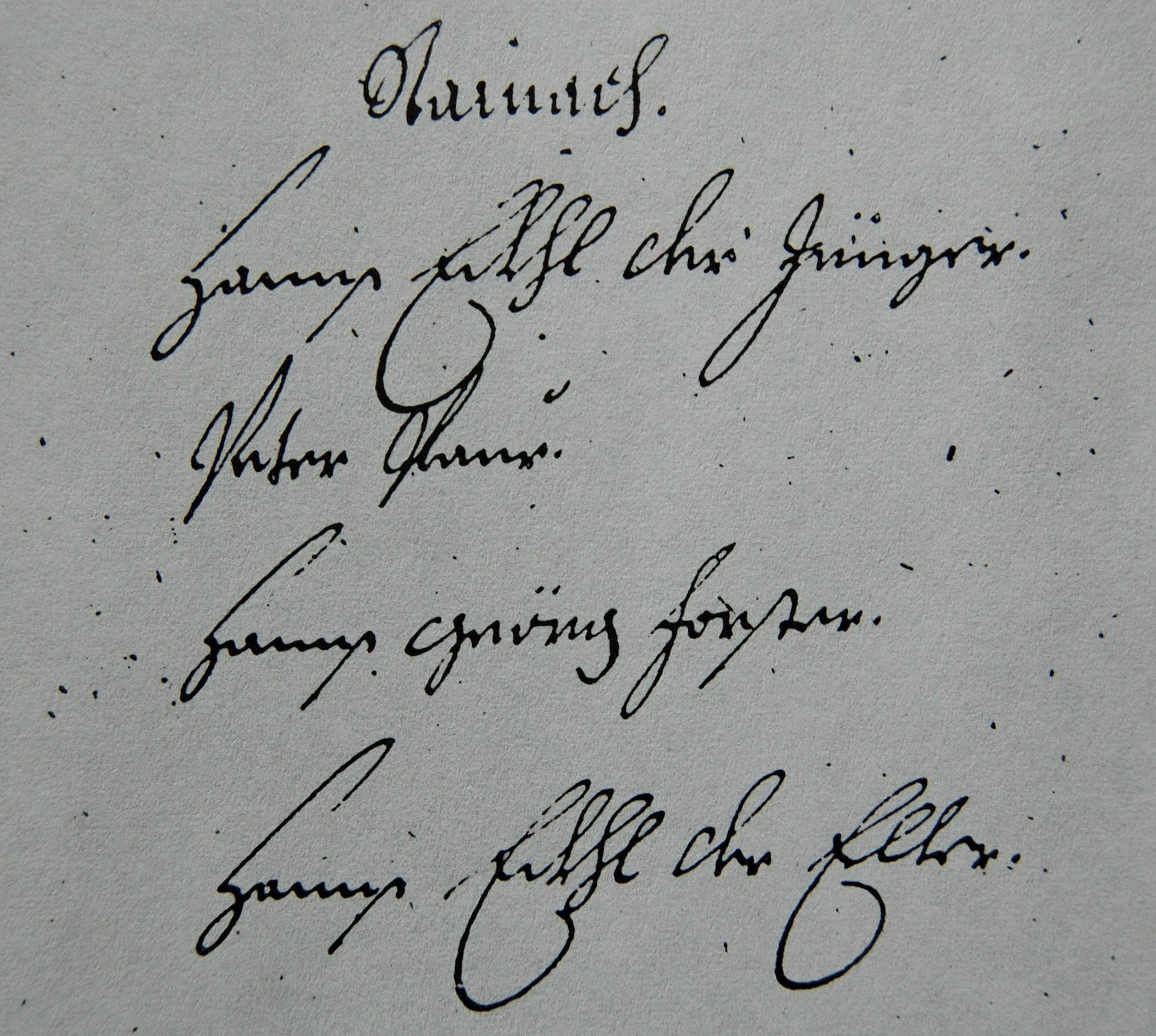
Urkunde aus dem Jahre 1700

1714 erwarb Johann Leonhard Danndorf und dessen Frau, Maria Salome Katharina, geborene von Sporneck, das Landsassengut Ödmiesbach mit Steinach. Die Landsassenakten nennen im Jahre 1723 Peter Rudolf Strigler und dessen Gemahlin, Maria Magdalena Elisabeth Cecilia, geborene von Gingl, als Käufer. Am 25. Februar 1770 tauschte Joseph Aaron Strigler nach familieninternen Besitzwechseln „das Ritter- und Landsassengut Ödmiesbach und die dazu gehörigen Hofmarchen Stainach und Guttenfürst“ mit Ignaz Anton Mariophilus Falkner von Sonnenburg gegen das „Ritter- und Landsassengut Döllnitz“. Im Jahre 1792 übernahm Johann Niklas von Sonnenburg von seinen Eltern das Landsassengut Ödmiesbach, ferner Gutenfürst und Steinach. Ihm folgte Kajetan von Sonnenburg nach. Dessen Sohn Max von Sonnenburg nahm sich wegen der „schlimmen Vermögensverhältnisse im Jahre 1834 im Schlosse Oedmiesbach“ das Leben. Das Gut wurde zertrümmert. Damit kam auch Steinach in Privatbesitz.

## Steuerbeschreibung von 1630
Die Steuerbeschreibung von 1630 nennt folgenden Eintrag:
Stainach 2 Höfe, 2 Güter, 1 Hüter, 19 Ochsen, 16 Kühe, 10 Rinder, 12 Kälber, 3 Schweine, 6 Frischlinge, 2 Bienenstöcke, 2 Ziegen, Steuer: 15 Gulden 24½ Kreuzer.